# Sterictiphora gastrica
Sterictiphora gastrica é uma espécie de insetos himenópteros, mais especificamente de moscas-serra pertencente à família Argidae.
A autoridade científica da espécie é Klug, tendo sido descrita no ano de 1814.
Trata-se de uma espécie presente no território português.